# De Marne
Cet article concerne une localité néerlandaise. Pour le peintre du même nom, voir Jean-Louis de Marne.
De Marne est une ancienne commune littorale situé dans le nord des Pays-Bas, dans la province de Groningue. Elle a 11 000 habitants sur une superficie de 167 km2. En 1990, les communes de Kloosterburen, Ulrum, Leens et Eenrum ont fusionné sous le nom initial d'Ulrum. Deux ans plus tard, en 1992 le nom De Marne était adopté. De Marne fut le nom d'une partie de la région historique de Hunsingo.
La commune est très rurale. Il n'y a pas beaucoup de circulation, sauf sur la route nationale de Groningue à Lauwersoog. De Lauwersoog, on peut rejoindre l'île de Schiermonnikoog par bateau.
De Marne a beaucoup de curiosités. Beaucoup de pèlerins visitent Notre Dame du Jardin Enclos, dans l'église de l'hermitage. À Eenrum il y a le musée de la moutarde, à Pieterburen, on trouve l'hôpital des phoques. Quand la marée est favorable, il est possible de traverser la Mer des Wadden à pied. Warfhuizen est le lieu de pèlerinage marial le plus septentrional d'Europe.